# Eurovision Song Contest 1965
Il decimo Gran Premio Eurovisione della Canzone si tenne a Napoli (Italia) il 20 marzo 1965, dopo la vittoria della cantante italiana Gigliola Cinquetti, con la canzone Non ho l'età.

## Storia
Nel 1965, la Svezia ritornò e l'Irlanda entrò nel concorso, aumentando il numero di partecipanti a diciotto. Sorpresa quando l'interprete svedese, Ingvar Wixell, eseguì la sua canzone, Annorstädes vals, in inglese con alcune frasi in svedese. Questo incidente fu la base per l'introduzione, l'anno successivo, di una nuova regola sull'obbligatorietà del linguaggio nazionale. L'Unione Sovietica e gli altri paesi dell'Est trasmisero il concorso e questo aprì nuovi orizzonti per lo show.

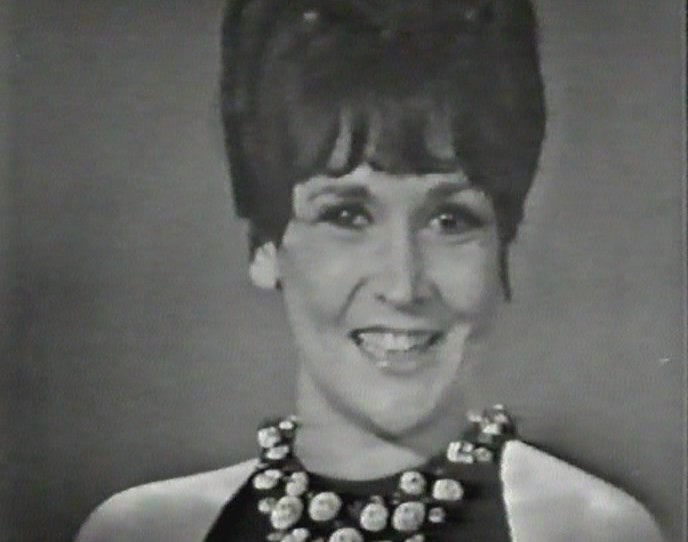
La presentatrice della serata, Renata Mauro

Quell'anno l'artista francese France Gall, rappresentante il Lussemburgo, vinse il Gran Premio, con una canzone scritta da Serge Gainsbourg, intitolata Poupée de cire, poupée de son. Udo Jürgens ritornò per la seconda volta con il brano Sag ihr, ich lass sie grüssen, rappresentando l'Austria, e si classificò al quarto posto. Belgio, Finlandia, Spagna e Germania Ovest rimasero a zero punti. Bobby Solo gioca in casa e, forse per questo motivo, fa i capricci da star, presentandosi all'ultimo momento alle prove generali; la sua Se piangi, se ridi si classifica al quinto posto.
Ospite della manifestazione il cantante Mario del Monaco che, oltre a premiare la vincitrice, canta due canzoni della tradizione napoletana.

## Stati partecipanti

Stati partecipanti
| Stato                  | Artista            | Brano                               | Lingua     | Processo di selezione                                                       |
| ---------------------- | ------------------ | ----------------------------------- | ---------- | --------------------------------------------------------------------------- |
| Austria                | Udo Jürgens        | Sag ihr, ich lass sie grüßen        | Tedesco    | Interno                                                                     |
| Belgio                 | Lize Marke         | Als het weer lente is               | Olandese   | Eurosong 1965, 13 febbraio 1965                                             |
| Danimarca              | Birgit Brüel       | For din skyld                       | Danese     | Interno                                                                     |
| Finlandia              | Viktor Klimenko    | Aurinko laskee länteen              | Finlandese | Euroviisukarsinta 1965, 13 febbraio 1965                                    |
| Francia                | Guy Mardel         | N'avoue jamais                      | Francese   | Interno                                                                     |
| Germania               | Ulla Wiesner       | Paradies, wo bist du?               | Tedesco    | Ein Lied für Neapel, 27 febbraio 1965                                       |
| Irlanda                | Butch Moore        | I'm Walking the Streets in the Rain | Inglese    | National Song Contest 1965                                                  |
| Italia (organizzatore) | Bobby Solo         | Se piangi, se ridi                  | Italiano   | Festival di Sanremo 1965, 30 gennaio 1965                                   |
| Jugoslavia             | Vice Vukov         | Čežnja                              | Croato     | Jugovizija 1965, 6 febbraio 1965                                            |
| Lussemburgo            | France Gall        | Poupée de cire, poupée de son       | Francese   | Interno                                                                     |
| Norvegia               | Kirsti Sparboe     | Karusell                            | Norvegese  | Melodi Grand Prix 1965, 13 febbraio 1965                                    |
| Paesi Bassi            | Conny Vandenbos    | 't is genoeg                        | Olandese   | Nationaal Songfestival 1965, 13 febbraio 1965                               |
| Portogallo             | Simone de Oliveira | Sol de inverno                      | Portoghese | Festival da Canção 1965, 6 febbraio 1965                                    |
| Principato di Monaco   | Marjorie Noël      | Va dire à l'amour                   | Francese   | Interno                                                                     |
| Regno Unito            | Kathy Kirby        | I Belong                            | Inglese    | A Song For Europe 1965, 29 gennaio 1965                                     |
| Spagna                 | Conchita Bautista  | ¡Qué bueno, qué bueno!              | Spagnolo   | Eurofestival 1965, 7 febbraio 1965                                          |
| Svezia                 | Ingvar Wixell      | Absent Friend                       | Inglese    | Interno per l'artista; Melodifestivalen 1965 per il brano, 13 febbraio 1965 |
| Svizzera               | Yovanna            | Non, à jamais sans toi              | Francese   | Concours Eurovision 1965, 6 febbraio 1965                                   |

## Struttura di voto

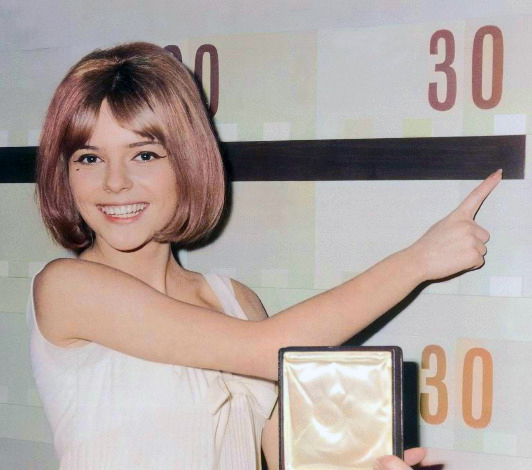
France Gall, rappresentante del Lussemburgo, è la vincitrice di questa edizione

Ogni nazione ha dieci giurati e le tre nazioni più votate ottengono rispettivamente cinque, tre e un punto. Se la giuria avesse votato un solo paese, questo avrebbe ottenuto nove punti. Se solo due nazioni fossero state votate, queste avrebbero ottenuto rispettivamente sei e tre punti.

## Orchestra
Diretta dai maestri: Øivind Bergh (Norvegia), Raymond Bernard (Monaco), Fernando de Carvalho (Portogallo), George de Godzinsky (Finlandia), Gianni Ferrio (Irlanda, Austria e Italia), Alain Goraguer (Lussemburgo), Alfred Hause (Germania), Arne Lamberth (Danimarca), William Lind (Svezia), Gaston Nuyts (Belgio), Franck Pourcel (Francia), Mario Robbiani (Svizzera), Eric Robinson (Regno Unito), Adolfo Ventas Rodriguez (Spagna), Radivoje Spasic (Jugoslavia) e Dolf van der Linden (Paesi Bassi).

## Classifica
| N° | Stato                | Cantante           | Canzone                             | Punti | Posizione |
| -- | -------------------- | ------------------ | ----------------------------------- | ----- | --------- |
| 01 | Paesi Bassi          | Conny van den Bos  | Het Is Genoeg                       | 5     | 11        |
| 02 | Regno Unito          | Kathy Kirby        | I Belong                            | 26    | 2         |
| 03 | Spagna               | Conchita Bautista  | Qué Bueno, Qué Bueno                | 0     | 15        |
| 04 | Irlanda              | Butch Moore        | I'm Walking The Streets In The Rain | 11    | 6         |
| 05 | Germania Ovest       | Ulla Wiesner       | Paradies, wo bist du?               | 0     | 15        |
| 06 | Austria              | Udo Jürgens        | Sag ihr, ich laß sie grüßen         | 16    | 4         |
| 07 | Norvegia             | Kirsti Sparboe     | Karusell                            | 1     | 13        |
| 08 | Belgio               | Lize Marke         | Als Het Weer Lente Is               | 0     | 15        |
| 09 | Principato di Monaco | Marjorie Noël      | Va dire à l'amour                   | 7     | 9         |
| 10 | Svezia               | Ingvar Wixell      | Annorstädes Vals                    | 6     | 10        |
| 11 | Francia              | Guy Mardel         | N'avoue jamais                      | 22    | 3         |
| 12 | Portogallo           | Simone de Oliveira | Sol De Inverno                      | 1     | 13        |
| 13 | Italia               | Bobby Solo         | Se Piangi, se Ridi                  | 15    | 5         |
| 14 | Danimarca            | Birgit Brüel       | For Din Skyld                       | 10    | 7         |
| 15 | Lussemburgo          | France Gall        | Poupée de cire, poupée de son       | 32    | 1         |
| 16 | Finlandia            | Viktor Klimenko    | Aurinko Laskee Länteen              | 0     | 15        |
| 17 | Jugoslavia           | Vice Vukov         | Čežnja                              | 2     | 12        |
| 18 | Svizzera             | Yovanna            | Non à jamais sans toi               | 8     | 8         |

5 punti
| N. | A                    | Da                                        |
| -- | -------------------- | ----------------------------------------- |
| 4  | Lussemburgo          | Austria, Finlandia, Germania, Paesi Bassi |
| 4  | Regno Unito          | Belgio, Danimarca, Spagna, Svizzera       |
| 2  | Austria              | Irlanda, Portogallo                       |
| 2  | Francia              | Monaco, Jugoslavia                        |
| 2  | Danimarca            | Lussemburgo, Svezia                       |
| 1  | Irlanda              | Italia                                    |
| 1  | Principato di Monaco | Regno Unito                               |
| 1  | Paesi Bassi          | Norvegia                                  |
| 1  | Svizzera             | Francia                                   |